# لور، آلمان
لور (به آلمانی: Lohr a. Main) یک سکونتگاه مسکونی در آلمان است که در ماین-اشپسارت واقع شده‌است.